# Iris Fontbona
Iris Balbina Fontbona González (1942) è un'imprenditrice cilena, proprietaria di miniere e di media, miliardaria, filantropa,  vedova di Andrónico Luksic Abaroa (morto di cancro nel 2005) da cui ha ereditato Antofagasta PLC, società di miniere di rame in Cile e quotata alla Borsa di Londra. È la persona più ricca del Cile, la terza più ricca dell'America Latina e la 69.a donna più ricca del mondo nel 2024 secondo Forbes con un patrimonio di 27,2 miliardi di dollari..
Lei e la famiglia hanno anche la quota di maggioranza di Quiñenco, un conglomerato cileno quotato in borsa, attivo nei settori bancario, della birra e della produzione. 

## Biografia
Fontbona è nata nel 1942 e ha frequentato un liceo cattolico. All'età di 17 anni incontrò Andrónico Luksic Abaroa, che aveva 15 anni più di lei e che la sposò quando lei ne aveva 20. Luksic ebbe cinque figli dalla sua prima moglie, Patricia Lederer, che morì prima di lui. Fontbona è diventata la matrigna di Andrónico Luksic Craig quando aveva 7 anni.  Un altro dei suoi figli è stato Guillermo Luksic, morto di cancro ai polmoni nel 2013. La coppia ebbe tre figli, Guillermo, Jean Paul e Andrónico, ai quali andò la maggior parte degli affari del padre.
Fontbona trascorre del tempo in tre residenze principali, tra cui Vitacura, Santiago del Cile, Belgravia a Londra e Liechtenstein.  È una devota cattolica romana. Mantiene un basso profilo, ma attira l'attenzione dei media ogni anno durante il Telethon cileno. Non concede interviste.

## Affari
Fontbona e la sua famiglia controllano Antofagasta, la compagnia mineraria con sede a Santiago del Cile. Attraverso la società quotata in borsa Quiñenco, controllano il Banco de Chile, la seconda banca più grande del paese, Madeco, un produttore di prodotti in rame, CCU (Compañía de las Cervecerías Unidas), il più grande produttore di birra del paese e una compagnia di navigazione, CSAV (Compañía Sud Americana de Vapores S.A.), che è la 16ª compagnia di navigazione più grande del mondo in termini di TEU.
Un'altra delle attività di famiglia consiste in un paio di catene alberghiere di lusso e un resort di lusso in Croazia.  Una delle sue prime azioni importanti dopo la morte del marito fu quella di acquisire una partecipazione del 70% nella stazione televisiva cilena,  Canal 13. Gran parte del suo potere nel gruppo sembra essere indiretto. Le principali decisioni aziendali che hanno un impatto sull'azienda in gran parte gestita da suo figlio, Andrónico Luksic Craig, devono essere approvate da Fontbona.

## Filantropia
Nel 2015, Fontbona ha donato la cifra record di 3,1 miliardi di dollari canadesi (circa 3,9 milioni di dollari) all'annuale Telethon cileno, che cerca di aiutare i bambini con disabilità fisiche. È apparsa in televisione per un Telethon, che si svolge anche davanti a un pubblico dal vivo.
Nel 2016, ha donato 4,4 miliardi di pesos cileni (circa 5,5 milioni di dollari), che hanno contribuito a stabilire un record per l'evento di beneficenza in termini di fondi raccolti.